# 凯瑟琳·帕尔
凯瑟琳·帕尔（英語：Catherine Parr，1512年—1548年9月5日），是英格兰国王亨利八世六个妻子中的最后一位，瑪莉一世、伊莉莎白一世的繼母。她于1543年-1547年为英格兰王后，之后为英格兰太后。她是英格兰结婚次数最多的王后，有过四位丈夫。亨利八世于1547年逝世后，凯瑟琳·帕尔改嫁于第一代休德利的西摩男爵托馬斯·西摩，一年后因生产而亡。

## 生平

### 早年
凯瑟琳·帕尔生于西北英格兰威斯特摩兰的坎达尔堡，她的祖先自14世纪起就在此居住了。她是家中的長女，父亲是英格兰国王爱德华三世的后裔、北安普顿郡霍顿家族的托马斯·帕尔爵士，母亲是北安普顿郡的格林斯诺顿的托马斯·格林爵士的女儿莫德·格林。她有一名弟弟，即后来的北安普顿侯爵一世威廉·帕尔，还有一名妹妹，即后来的彭布鲁克伯爵夫人安妮·赫伯特。她的父亲托马斯爵士是北安普顿的郡守治安官，守卫长及监察官，为亨利八世效命。她的母亲帕尔夫人则是亨利八世第一位妻子阿拉贡的凯瑟琳的侍从女官，虽然她没有倾国的美貌，但她十分聪明。
1529年，凯瑟琳时年17岁，嫁给了盖恩斯伯勒的博罗男爵二世爱德华·博罗。爱德华于1532年春天去世。
1534年她嫁给了北约克郡的斯内普的拉提默男爵三世约翰·内维尔。1536年，在求恩巡礼事件中，凯瑟琳和她的两个继子女被北方叛乱者俘虜为人质。约翰·内维尔1543年去世。
在阿拉贡凯瑟琳的女儿玛丽公主的宅邸中，凯瑟琳·帕尔以賢淑美麗聞名，引起了国王亨利八世的注意，即使沒有過人的美貌，她的機智和博學在宮廷中贏得了廣泛的尊重，在第二任丈夫过世后，这名富有的遗孀与第一代休德利的西摩男爵托马斯·西摩—即珍·西摩王后的兄弟相戀，但国王垂青於她，她不得不接受了国王的爱意。

### 英格兰及爱尔兰王后

凯瑟琳·帕尔的王后纹章

凯瑟琳与亨利八世于1543年7月12日在汉普顿宫成婚，虽然她并没有闭月羞花的美貌，但是在她是否是处女这个问题上倒也不用费什么心思。她是亨利取得爱尔兰国王头衔后第一位兼任爱尔兰王后的英格兰王后。作为王后，凯瑟琳或多或少缓和了亨利八世与首任王后凱瑟琳所生的女兒瑪麗、与第二任王后安妮·博林所生的女兒伊麗莎白三人之間的緊張关系，她们后来先后继位为瑪麗一世及伊麗莎白一世。她同样與珍·西摩所生的儿子—后来的国王爱德华六世关系也很好。她成为王后以后，她的叔叔霍顿的帕尔男爵一世威廉·帕尔成为了她的宮務大臣。
在1544年7-9月这三个月间，凯瑟琳在亨利八世在他最后一次在法国的失败征战期间被任命为摄政。得益于她的叔叔被任命为摄政议员，并且温和地对待托马斯·克兰麦（坎特伯雷大主教）及赫特福德伯爵一世爱德华·西摩，凯瑟琳获得了行之有效的控制，可以按照她的意愿行使权力。她处理了亨利八世在法国战役时的供给、财政及召集等问题；签署了五份皇家公告；越过与苏格兰复杂而不稳定的关系，同她在北部边界地区的军官保持了稳定的联络。一般认为她作为摄政的行为、人格力量及威严及后来的宗教信仰，都深深的影响了她的继女伊丽莎白一世。
她的宗教观点是复杂的，并且缺乏证据来描述。尽管她肯定生于宗教改革之前，被作为一个天主教徒来抚养，但她后来变得对“新信仰”富有同情心及兴趣。在1540年代中期说她实质上是个新教徒其实是一种假说，我们现在都明白这个词。我们可以肯定在亨利八世死后，她怀有很强烈的改革观点。此时她的第三本书《罪人的诉苦》在1547年末出版。这本书提振了新教徒孤立信仰原理的学说，其中一些内容被天主教会认为是异端。在亨利八世死后到她出版这本书，她极不可能在这么短的时间内发展出这些观点。她同情安妮·阿斯科，后者强烈反对天主教的的圣餐信仰，也说明她不仅仅对一个新宗教持同情态度。
无论她是否真的正式改信新教---这其实不太可能---凯瑟琳都被认为改革得太多了而遭到天主教及反新教的官僚的怀疑，如斯蒂芬·加德纳（温彻斯特主教）及托马斯·赖奥斯利勋爵（大法官）。他们在1546年还试图让国王来反对她。还有一份逮捕令被拟定，并且欧洲都盛传国王被王后的好友萨福克公爵夫人凯瑟琳·威洛比所吸引。然而，凯瑟琳王后设法发誓说她只是国王在饱受腿伤折磨时与他辩论宗教问题而转移他的注意力罢了，以此与国王达成和解。

### 最后一次婚姻，分娩及离世

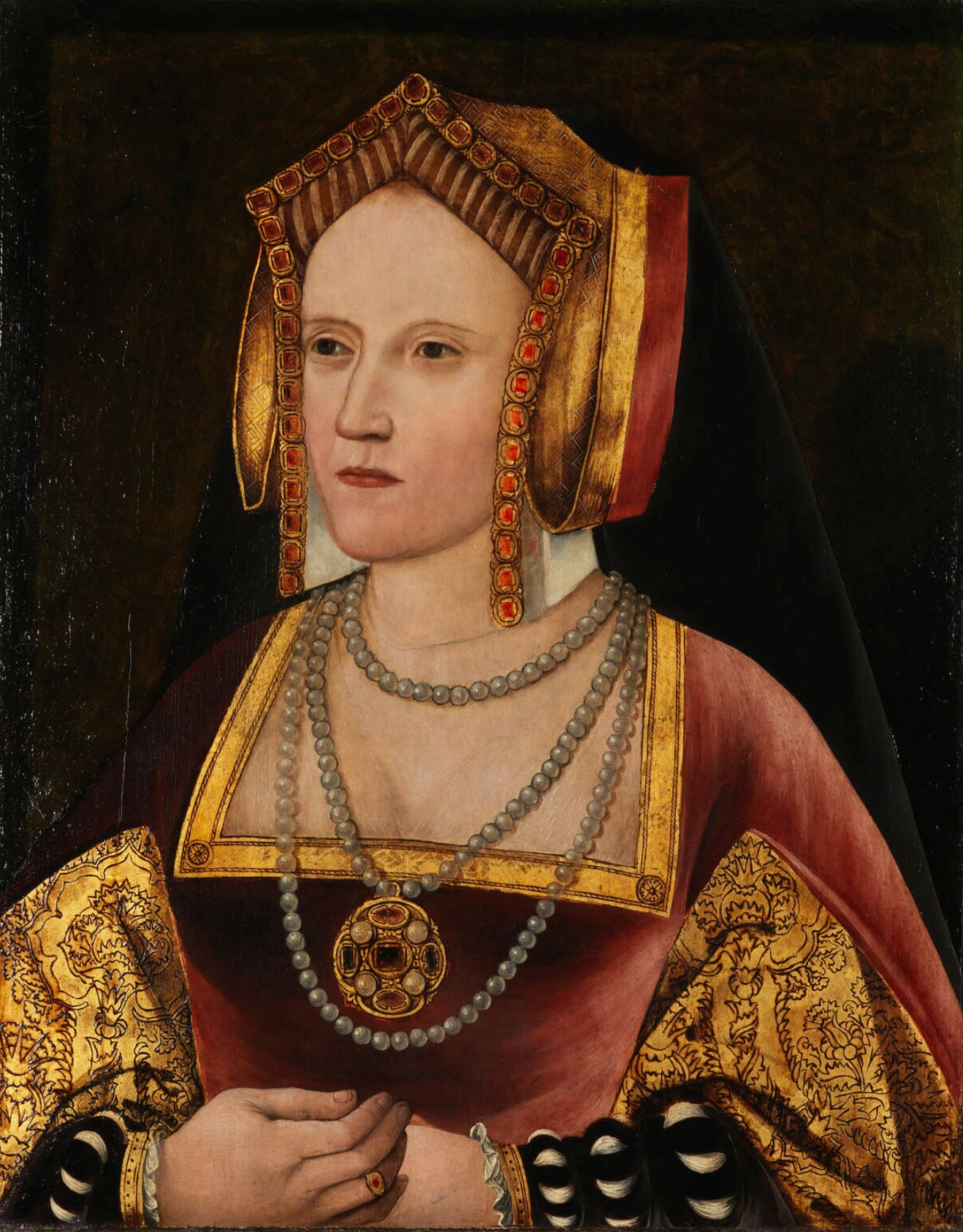
凯瑟琳·帕尔

亨利八世于1547年1月28日驾崩，凯瑟琳可以和她的旧爱第一代休德利的西摩男爵托馬斯·西摩结婚。他们在老国王驾崩后的六个月结了婚，并且得到了新国王的许可。当他们的联姻公开时，还引起了一点小丑闻。凯瑟琳第一次怀孕，在35岁时候怀了西摩的孩子。这次怀有身孕对凯瑟琳来说很惊喜，因为她前三段婚姻都没有怀孕。这次，她与丈夫的兄弟媳妇萨默塞特公爵夫人安妮·西摩发生了摩擦，焦点在于凯瑟琳的珠宝。公爵夫人争辩珠宝是属于英格兰王后的，作为太后的凯瑟琳不应该再佩戴。相反，她作为护国公的妻子，应该是可以佩戴這些珠寶的人之一。她还援引继承法案，清楚的指出凯瑟琳在领土内比其他贵妇享有优先权，事实上，就优先权而言，萨默塞特公爵夫人排在玛丽公主、伊丽莎白公主及被封为国王的姐妹克里维斯的安妮之后。最后，公爵夫人赢了争论，也造成她与凯瑟琳的关系长期破裂；西摩兄弟也因此关系变差。托马斯目睹了整个争议过程，看清了他的兄弟为了社会地位而进行的个人攻击。凯瑟琳的婚姻也变得紧张。十六世纪普遍认为怀孕期间不能进行性生活，西摩开始觊觎當时住在他们家里的伊丽莎白公主。謠傳在与凯瑟琳结婚前他本來计划娶伊丽莎白，后来据说凯瑟琳发现他们两个还拥抱。无论是不是发生过这种事情，伊丽莎白于五月被送往另外一处府邸，从此再也未见过她的继母。
凯瑟琳在1548年8月30日生下了她唯一的孩子，一个名叫玛丽·西摩的女孩。但六天后，即1548年9月5日在格洛斯特郡的休德利堡去世，一般认为她死于产褥热。巧合的是，这与亨利八世第三个妻子珍·西摩的死因一样。在缺乏分娩产后卫生护理的条件下，这也并不算不寻常。
不到一年后，托马斯·西摩即以叛国罪被处以斩首。玛丽被送往萨福克公爵遗孀凯瑟琳·威洛比处抚养。她是凯瑟琳的一个密友。一年半后，一项议会法案恢复了玛丽的财产权，减轻了公爵夫人的负担。最后一次在文献中提及玛丽·西摩是她的两岁生日，尽管有故事流传说她后来结了婚有了孩子，但多数历史学家相信她在孩童时期就已夭亡。

## 身后
1782年，一个名叫Joseph Lucas的绅士在休德利堡礼拜堂的废墟中发现了凯瑟琳王后的棺椁。他开启了棺材并进行了观察，历经234年，她的尸体在一个出奇的好的环境中得以保存。据说她的一支胳膊仍然白皙且润泽。他取了她几缕头发后，封闭了棺椁并且重新安置在墓中。
在此10年后，她的棺椁又被多次开启。1792年一群醉汉甚至回葬时还将棺椁上下颠倒，并且行事粗鲁。当1817年官方正式开启的时候，只剩下了一具骷髅。她的遗骨被移往白金汉公爵的墓地，那时他的家族拥有这个城堡。几年后，新礼拜堂由乔治·吉尔伯特·斯科特设计、约翰·伯尼·菲利普建造，并为凯瑟琳王后营造了一个适宜的祭坛及墓穴。

## 史学
在流行的传说中，凯瑟琳作为一个妻子更像她丈夫的护士。这种说法产生于19世纪，维多利亚时代的道德家及原女性主义者爱格妮思·斯特里克兰的作品中。这种臆测在戴维·斯塔基的书《六个妻子》（Six Wives）中被质疑。他指出，因为亨利八世有数目庞大的医生专为他的手和脚服务，并且凯瑟琳希冀生活得极具王后威严，这种说法对都铎王室来说是有含混的猥亵意味的。凯瑟琳·帕尔在电影及电视中经常被比她大很多的女演员扮演，实际上她30岁出头就与国王结婚，去世时也不过36岁。
凯瑟琳的理智、道德正直、炽热的宗教诺守、强烈的忠诚与奉献精神为她在史学家中赢得了许多追慕者。包括戴维·斯塔基，女权主义活动家Karen Lindsey，安东尼亚·弗雷则，艾莉森·维尔，卡罗利·埃里克森，艾莉森·普洛登及苏珊·詹姆斯。

## 历史小说
以凯瑟琳·帕尔为主题的历史小说：
- 《第六个妻子（英语：The Sixth Wife）》，埃莉诺·艾丽斯·伯福德著，1953年
- 《常青藤王冠》（The Ivy Crown），Mary M. Luke著，1984年
- 《亨利八世的最后一个妻子》（The Last Wife of Henry VIII），卡罗利·埃里克森（英语：Carolly Erickson）著，2006年

凯瑟琳·帕尔以次要人物出现：
- 《摩兰王朝（英语：The Morland Dynasty）》系列第二部《黑暗玫瑰》（The Dark Rose），辛西娅·哈罗德-伊格斯（英语：Cynthia Harrod-Eagles）著，1981年。主人公Nanette Morland被教导要站在凯瑟琳一边，并且在凯瑟琳当了王后之后对她有了重新认识。
- 《马修·沙德勒（英语：Shardlake series）》 系列第四部《启示（英语：Revelation (Sansom novel)）》，C. J. 桑森（英语：C. J. Sansom）著，2008年

## 影视戏剧

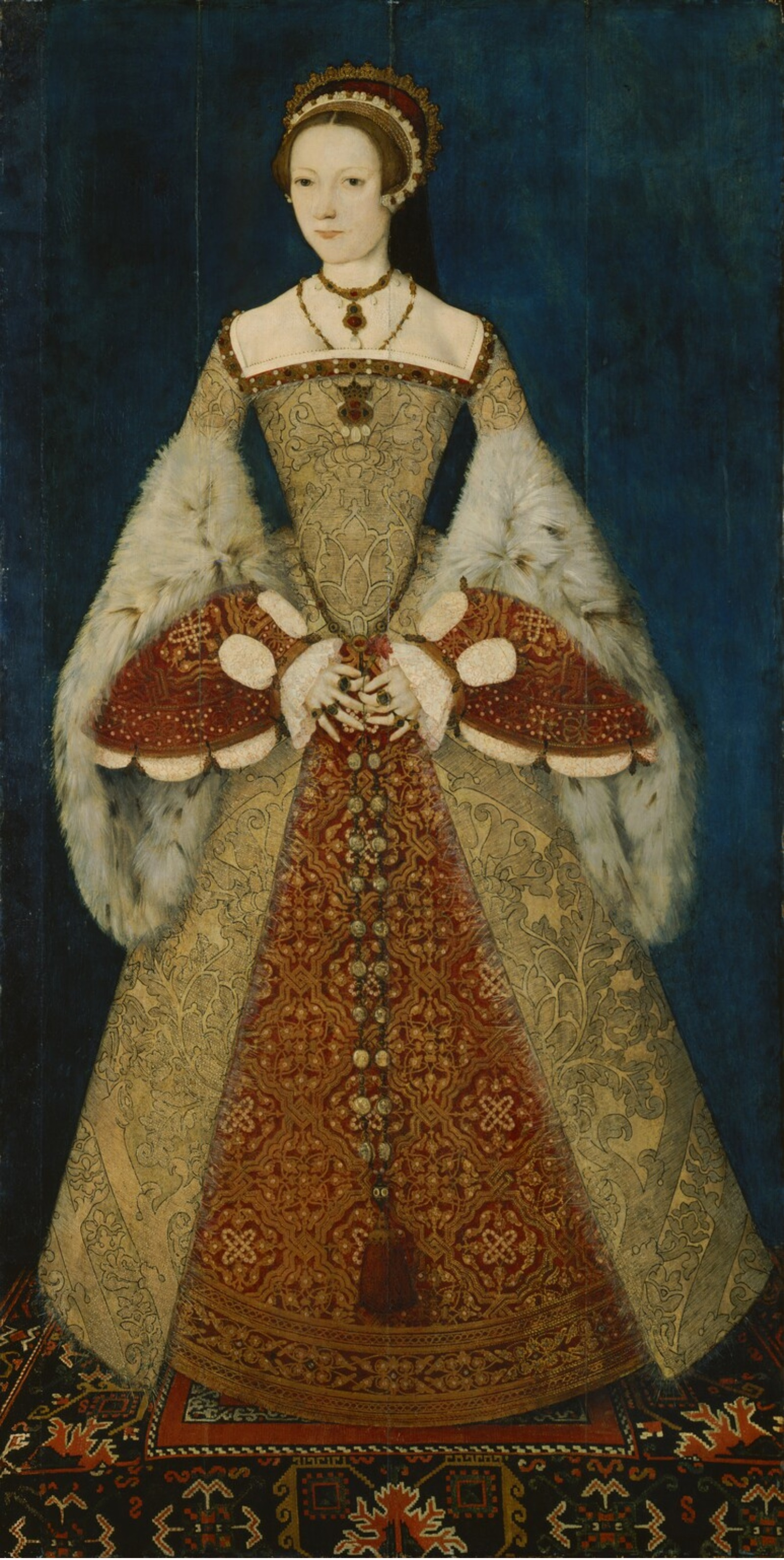
凯瑟琳·帕尔的肖像，之前曾被认为是简·格雷

1933年，凯瑟琳·帕尔第一次出现在银幕上，在亚历山大·科达导演的《亨利八世的私生活》中，查尔斯·劳顿扮演国王，埃弗利·格雷格扮演凯瑟琳·帕尔。这部电影没有试图描绘历史上凯瑟琳的特质，而是将她的形象渲染成一种有保护心过重的、爱唠叨的喜剧效果。
1952年，一部以浪漫化视角描写托马斯·西摩追逐伊丽莎白一世的通俗电影《年轻的伊丽莎白》中，斯图尔特·格兰杰扮演西摩，珍·西蒙絲扮演伊丽莎白，德博拉·克尔扮演凯瑟琳·帕尔。
1970年，在BBC六集电视剧《亨利八世的六个妻子》的最后一集“凯瑟琳·帕尔”中，罗莎莉·克拉奇利扮演凯瑟琳·帕尔，基思·米歇尔扮演亨利八世。在这部剧中，凯瑟琳对信仰的热爱及理性的力量得到了凸显。
1971年，描写伊丽莎白一世生活的六集电视剧《伊丽莎白·R》中，葛蘭黛·傑克森扮演女王，在该剧第一集中，克拉奇利再次扮演凯瑟琳·帕尔。
1972年，电影《亨利八世的六个妻子》中，芭芭拉·利-亨特扮演的凯瑟琳·帕尔较有威严，基思·米歇尔在该片中再次扮演亨利八世。
2000年，根据美国青少年读物《王室日记》改编的电视电影《伊丽莎白一世：都铎王朝的红玫瑰》（Elizabeth I: Red Rose of the House of Tudor）中，Jennifer Wigmore扮演凯瑟琳·帕尔。
2001年，戴维·斯塔基主持的纪录片《亨利八世的六个妻子》中，Caroline Lintott扮演凯瑟琳·帕尔。
2003年，分为上下两部的英国电视电影《亨利八世》中，克莱尔·霍尔曼扮演凯瑟琳·帕尔。下部主要描述珍·西摩和凯瑟琳·霍华德的故事，凯瑟琳·帕尔的戏份相对较少。
2007年，圣路易斯华盛顿大学上演了“A.E.霍奇纳剧本创作奖”获奖作品《Highness》。这部作品描述了凯瑟琳·帕尔的生活，以及亨利八世和她的继女伊丽莎白一世的关系。
2010年，在Showtime的剧集《都铎王朝》的第四季也是最后一季中，朱莉·理查德森扮演凯瑟琳·帕尔。

## 封号及称号
- Mistress Catherine Parr：凯瑟琳·帕尔女爵（1512年–1529年）
- The Lady Burgh：Burgh夫人（1529年–1532年）
- The Dowager Lady Burgh：Burgh太夫人（1532年-1534年）
- The Lady Latymer：Latymer夫人（1534年–1543年）
- The Dowager Lady Latymer：Latymer太夫人（1543年）
- Her Majesty The Queen：王后陛下（1543年–1547年）
- Her Majesty Queen Catherine：凯瑟琳王后陛下（1547年）

## 扩展阅读
- James, Susan. . Gloucestershire: The History Press. 2008. ISBN 075244591X.
- Martienssen, Anthony. . London: Secker & Warburg. 1973. ISBN 0436273284.
- Porter, Linda. . London: Pan Macmillan. 2010. ISBN 978-0-230-74955-9.
- Withrow, Brandon. . Phillipsburg: NJ: P&R. 2009. ISBN 1596381175.